# It's Kind of Lonesome Out Tonight
It's Kind of Lonesome Out Tonight est une chanson de jazz composée par le pianiste, compositeur et chef d'orchestre de jazz américain Duke Ellington, avec des paroles écrites par Don George,.

## Versions notables
- Nat King Cole et le King Cole Trio : Transcriptions (CD de compilation de titres enregistrés de 1946 à 1950, et paru en 2005)[3]

- 1947 : Kay Kyser And His Orchestra : disque 78 tours It's Kind Of Lonesome Out Tonight / Naughty Angeline publié en août 1947 sur le label Columbia Records sous la référence 37561[1],[4],[5]

- 1947 : Swing And Sway With Sammy Kaye : disque 78 tours Oh! What I Know About You / It's Kind Of Lonesome Out Tonight publié en  1947 sur le label RCA Victor sous la référence 20-2558-B[2],[6]

- 1948 : Sammy Kaye and Orchestra : disque 78 tours It's Kind Of Lonesome Out Tonight / Possum Song / Rumble Rumble publié en mars 1948 sous la référence 830-A sur le label V-Disc[7],[6] , un label fondé en 1941 pour envoyer aux militaires américains sur tout le théâtre de la guerre, des Alpes italiennes aux déserts d'Afrique du Nord, des cargaison de disques contenant une grande variété de musique de tous les genres[8],[9]

- 1973 : Duke Ellington et Teresa Brewer : It Don't Mean a Thing If It Ain't Got That Swing (label Flying Dutchman Records)[10]

- 2000 : Dave McKenna et Daryl Sherman : Jubilee[11]

- 2006 : Carla White : A Voice in the Night[12]

- 2021 : Anaïs Reno : disque compact Lovesome Thing publié en 2021 sur le label Harbinger Records sous la référence HCD 3701[13],[14],[15],[16]